# 圆齿菌属
圆齿菌属（学名：Gyrodontium）是粉孢革菌科下的一个属。

## 下属物种
本属包括以下物种：
- Gyrodontium arizonicum (Ginns) Zmitr., Kalinovskaya & Myasnikov
- 糖圆齿菌 Gyrodontium sacchari (Spreng.) Hjortstam